# III Sonata fortepianowa Beethovena

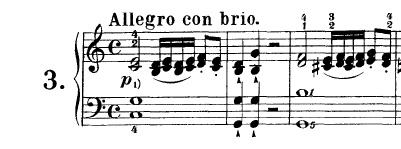
Początek Sonaty op. 2 nr 3

Sonata fortepianowa nr 3 C-dur op. 2 nr 3 Ludwiga van Beethovena – ostatnia z cyklu trzech sonat op. 2, zadedykowanych Josephowi Haydnowi. Powstała w roku 1795 i należy do wczesnego okresu twórczości kompozytora. 
Spośród sonat opusu 2 Sonata C-dur ma najbardziej wirtuozowski charakter.

## Części utworu
1. Allegro con brio
2. Adagio
3. Scherzo. Allegro
4. Allegro assai